# Callopistria strigilineata
Callopistria strigilineata là một loài bướm đêm trong họ Noctuidae.